# Dannenberg (Elbe)
Dannenberg (Elbe) – miasto położone w niemieckim kraju związkowym Dolna Saksonia w powiecie Lüchow-Dannenberg. Jest siedzibą gminy zbiorowej Elbtalaue.

## Położenie geograficzne
Dannenberg (Elbe) leży w północno-wschodniej części powiatu Lüchow-Dannenberg w odległości ok. 50 km na południowy wschód od Lüneburga. Od północy sąsiaduje z miastem Hitzacker (Elbe), od północnego wschodu z gminą Damnatz, od wschodu z gminą Gusborn, od południa z gminą Jameln, od zachodu z gminą Karwitz i od północnego zachodu z gminą Göhrde. Na pewnym odcinku terytorium miasta graniczy przez Łabę z położonym na prawym jej brzegu obszarem gminy Amt Neuhaus w powiecie Lüneburg.
Przez miasto płynie rzeka Jeetzel, lewy dopływ Łaby. W obszarze miasta można wyróżnić jeszcze wiele akwenów. Są to Prisserscher Bach, lewy dopływ Jeetzel, Alte Jeetzel i Mühlenjeetzel, odnogi Jeetzel, Dannenberger Landgraben, Penkefitzer See i Taube Elbe. Ponadto jest wiele małych cieków wodnych oraz rowów melioracyjnych. Miasto znajduje się między obniżeniem Łaby na wschodzie a Pustacią Lüneburską na zachodzie.

## Podział miasta
Miasto Dannenberg (Elbe) składa się z wielu dzielnic. Były to przed reformą obszarów gminnych w 1972 samodzielne miejscowości: Breese in der Marsch, Breese Siedlung ,  Bückau, Dambeck, Dannenberg, Groß Heide, Gümse, Hof Riekau II, Klein Heide, Liepehöfen, Lüggau, Nebenstedt, Neu Lebbien, Neu Tramm, Niestedt, Penkefitz, Pisselberg, Pörmkehof, Prabstorf, Predöhlsau, Prisser, Riekau, Riskau, Schaafhausen, Schmarsau, Seedorf, Seybruch, Soven, Splietau, Strachauer Rad, Streetz, Tramm i Tripkau.

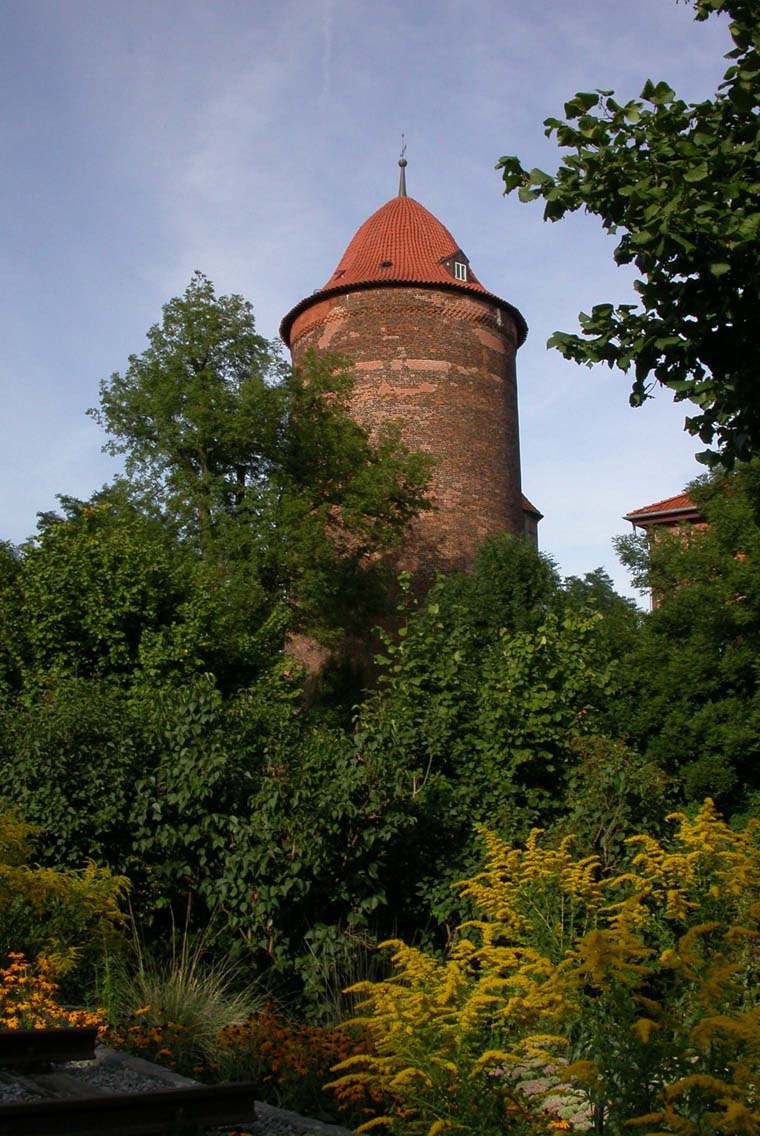
Wieża Waldemara – rozpoznawalny znak Dannenbergu

## Historia
Dannenberg (Elbe) był po raz pierwszy wzmiankowany 18 października 1157. Dokument potwierdzający prawa miejskie osady targowej pochodzi z 1293, chociaż nadanie praw miejskich odbyło się prawdopodobnie wcześniej. Tereny, na których leży miasto, zasiedlało już od VII wieku n.e. plemię Drzewian należące do Słowian połabskich. Również nazwa miejscowości pochodzi od pierwotnej nazwy słowiańskiej, która brzmiała prawdopodobnie Weidars lub Woikam.
Na tych terenach ustanowione było przez Henryka Lwa w 1153 hrabstwo Dannenberg. W latach 1223–1224 w Dannenbergu był więziony król Danii Waldemar II Zwycięski. Wieża, w której przebywał istnieje do dziś i nazywa się Wieżą Waldemara (niem. Waldemarturm). Uwolniony został 4 lipca 1224 dzięki negocjacjom Hermanna von Salza, ówczesnego wielkiego mistrza zakonu krzyżackiego.

## Zabytki
- Wieża Waldemara – pozostałość po zamku hrabiowskim w Dannenberg (Elbe)
- kościół Św. Jana (St.-Johannis-Kirche) z 1245 zbudowany w północnoniemieckim gotyku ceglanym
- wiele kamienic, z których trzy pochodzą z czasu krótko po 1608

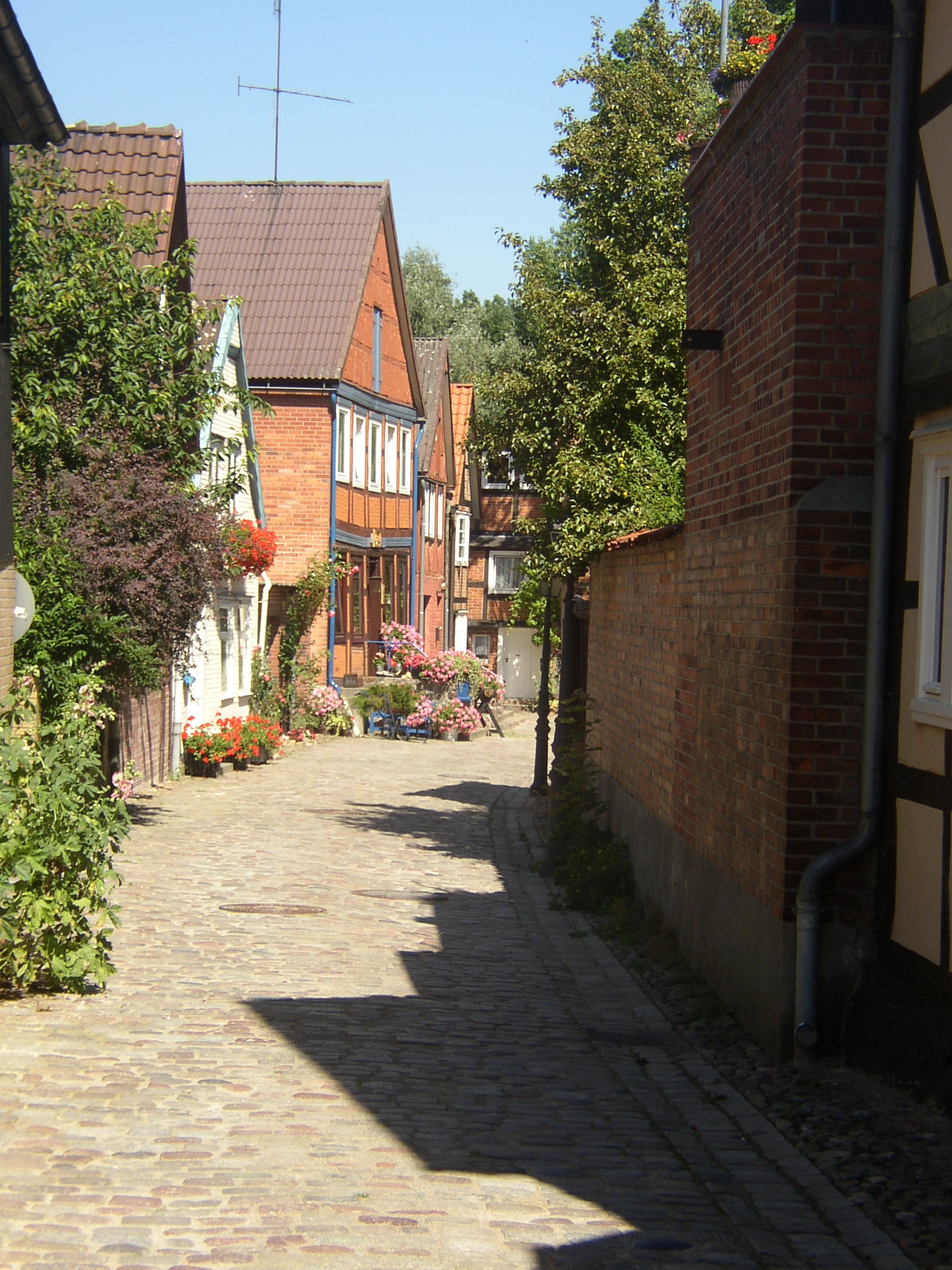
Jedna z malowniczych uliczek w Dannenberg (Elbe)

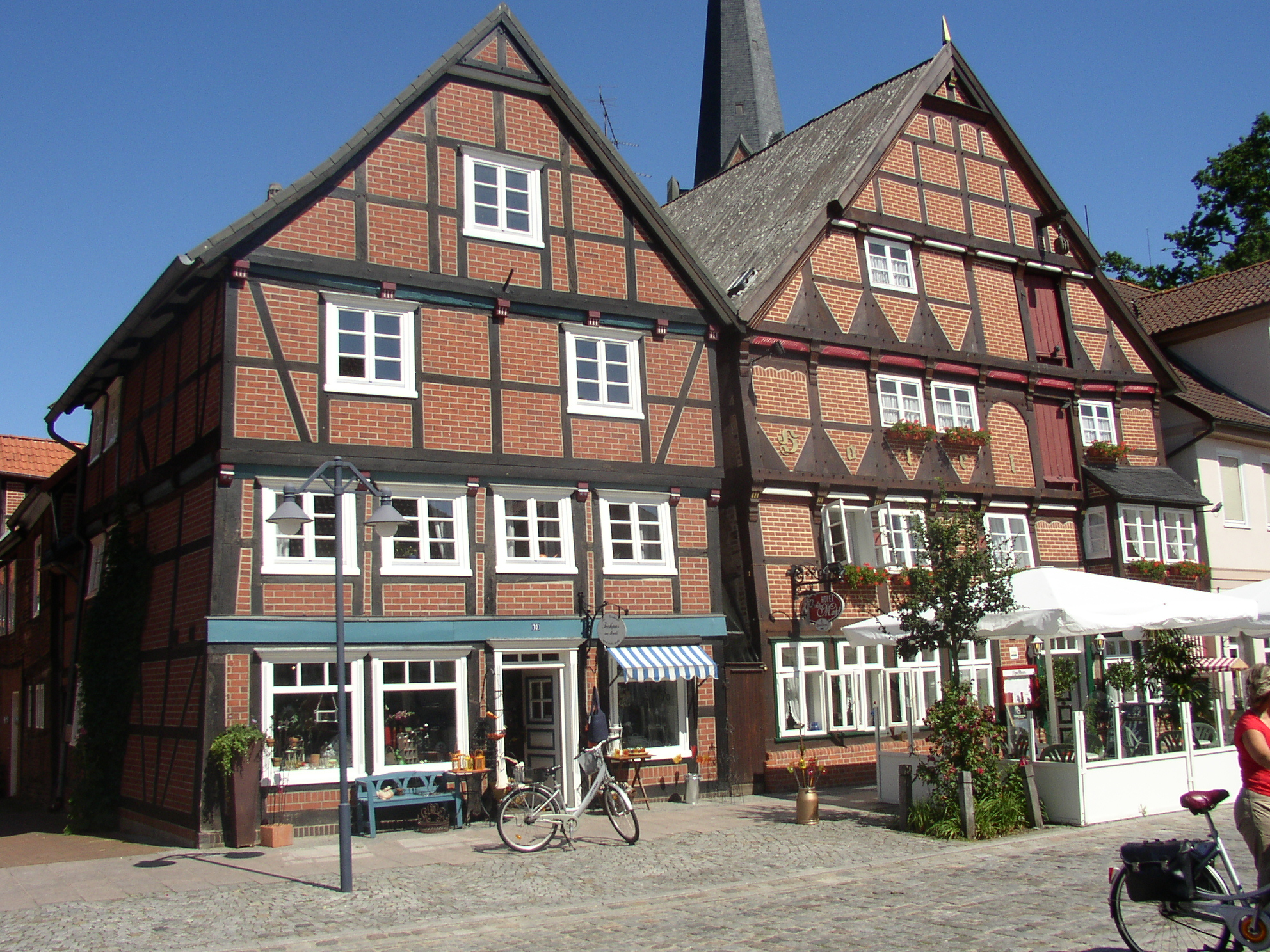
Dwa domy po północnej stronie rynku pochodzące z okresu krótko po 1608

- ratusz z 1780

## Osoby

### urodzeni w Dannenbergu
- August II Brunswick-Lüneburg

### związani z miastem
- Theodor Körner – poeta (1791–1813)
- Bernhard Riemann – znakomity matematyk (1826–1866)

## Współpraca
- Łask, Polska, od 1999[2]

## Transport
W mieście krzyżują się drogi krajowe B248 z Northeim, krótka B248a, B216 z Lüneburga i B191 z Celle do Ludwigslust.
Dannenberg znajduje się od wieków na uboczu głównych szlaków komunikacyjnych. Z tego powodu są duże odległości do autostrad lub dróg szybkiego ruchu. Do metropolii hamburskiej można dojechać autostradą A39 (dawna A250), ale żeby ją osiągnąć należy jechać 52 km drogą krajową B216. Dużo dalej jest do południowego odcinka autostrady A39. Żeby do niej dotrzeć należy jechać 87 km drogą B248 do Wolfsburga.
W przeszłości rzeką Jeetzel i dalej Łabą transportowano towary rolne z portu rzecznego w Lüchow (Wendland) do Hamburga.